# لبنى محمد هلال
لبنى محمد هلال، هي ثاني أقوى شخصية نسائية في الشرق الأوسط وشمال أفريقيا ضمن قائمة مجلة فوربس لأقوى 100 شخصية نسائية في الشرق الأوسط وشمال أفريقيا لعام 2016.
بدأت لبنى هلال مسيرتها المهنية بالعمل في سلسلة من البنوك في مصر، أولها كان البنك العربي الإفريقي الدولي، حيث عملت في قسمه الخاص بالاستثمار والتمويل الدولي، ثم عملت لدى البنك المصري الأمريكي في قسم الأسواق المالية، وفي عام 1996 انتقلت إلى المجموعة المالية هيرميس القابضة EFG-Hermes إذ أصبحت أول مديرة تنفيذية للصيّرفة الاستثمارية.
وقادت لبنى هلال بعد ذلك، فريقًا من المصرفيين الاستثماريين، وتخصصت في عمليات الدمج والاستحواذ وإنشاء أدوات الدخل الثابت وتحويل الأصول إلى أوراق مالية، لكنها ما لبثت أن غادرته لتنضم إلى البنك المركزي المصري عام 2004، وكان دورها الأول في البنك رئاسة وحدة إصلاح قطاع البنوك ولكونها رائدة في قطاع البنوك المصري، رسّخت مكانتها في السنوات التالية كشخص مؤثر في هذا القطاع.
ومنذ توليها منصب نائب محافظ البنك المركزي المصري في وقت تكافح فيه البلاد ضد ارتفاع التضخم وضعف الجنيه المصري، هذه ليست المرة الأولى التي تعمل فيها هلال في البنك المركزي المصري.
أصبحت في عام 2011 أول امرأة تُعيّن في مجلس إدارته كنائب ثانٍ للمحافظ، قبل تقديمها استقالتها في عام 2013.
كما عملت لبنى هلال خلال تنقلها بين المناصب رئيسة ومديرة (الشركة المصرية لإعادة التمويل العقاري) على تنشيط الحركة العقارية في السوق المصري، كما تولت أيضًا منصب نائب رئيس المعهد المصرفي المصري، ذراع التدريب الرسمية للبنك المركزي المصري، وانضمت مؤخرًا إلى مجلس إدارة المصرية للاتصالات.

## دراستها
تلقت قدرا كبيرا من التعليم،[بحاجة لتوضيح] اختتمته بحصولها على درجة الماجستير في الاقتصاد من الجامعة الأمريكية.

## المناصب التي شغلتها
شغلت العديد من المناصب في بداية حياتها العملية في قطاع بنوك الاستثمار المتخصصة، كالبنك العربي الإفريقي، المصري الأمريكي، ومجموعة «هيرميس» المصرية. كما شغلت مناصب:
- نائب محافظ البنك المركزي المصري نوفمبر 2015.[7][8][9]
- مديرة (الشركة المصرية لإعادة التمويل العقاري) على تنشيط الحركة العقارية في السوق المصري منذ عام 2013.[2][8][10]
- خبيرة اقتصادية في مجلس أمناء اتحاد الإذاعة والتليفزيون في 24 يناير 2016 .[3][11][12]
- نائب رئيس (المعهد المصرفي المصري).[13]
- عضوة بمجلس إدارة المصرية للاتصالات.[8][14]
- عضو في مجلس إدارة شركة العاصمة الإدارية للتنمية العمرانية.[2][3]
- أشرفت على إعداد وتنفيذ برنامج التطوير وإعادة هيكلة القطاع المصرفي بمرحلتيه الأولى والثانية منذ عام 2004 حتى عام 2011 .[5]

كما مثلت البنك في العديد من المؤسسات المصرفية منها: عضويتها في مجلس إدارة المصرف العربي الدولي، والمصرف المتحد، وبنك الإستثمار القومي، والصندوق الاجتماعي للتنمية.